# Nazionale maschile di pallavolo delle Tonga
La nazionale di pallavolo maschile delle Tonga è una squadra asiatica e oceaniana composta dai migliori giocatori di pallavolo delle Tonga ed è posta sotto l'egida della Federazione pallavolistica delle Tonga.

## Risultati
La nazionale di pallavolo maschile di Tonga non ha mai partecipato ad alcuna competizione.